# Temporada da NHL de 1987–88
A temporada da NHL de 1987–88 foi a 71.ª temporada da National Hockey League (NHL). Foi uma temporada de 80 jogos com os quatro melhores de cada divisão avançando aos playoffs da Copa Stanley. Esta temporada veria o Edmonton Oilers vencer sua quarta Copa Stanley em cinco anos ao varrer o Boston Bruins por 4–0 (mais um jogo cancelado) na final. No caminho para a vitória na Copa, Edmonton perdeu apenas dois jogos, um recorde para o formato de playoffs de "16 vitórias".

## Negócios da Liga
A NHL introduziu um novo troféu, o Troféu Memorial King Clancy, o qual deveria ser entregue ao jogador que melhor exemplificasse qualidades de liderança dentro e fora do gelo e que tivesse feito uma significante contribuição humanitária em sua comunidade. 

## Temporada Regular
Esta foi a última temporada de Wayne Gretzky no Edmonton Oilers e, como as lesões o tiraram de 20% da temporada, esta seria a única temporada da década de 1980 na qual ele não foi o vencedor do Troféu Memorial Hart e a primeira temporada desde a 1979-80 em que ele não liderou a liga em pontos. Mario Lemieux ganharia seu primeiro Troféu Hartt e liderou a liga na artilharia. 

### Classificação final
Nota: J = Partidas jogadas, V = Vitórias, D = Derrotas, E = Empates, Pts = Pontos, GP = Gols pró, GC = Gols contra, PEM=Penalizações em minutos

Times que se classificaram aos playoffs estão destacados em negrito

#### Conferência Príncipe de Gales
| Divisão Adams      | J  | V  | D  | E  | Pts | GP  | GC  |
| ------------------ | -- | -- | -- | -- | --- | --- | --- |
| Montreal Canadiens | 80 | 45 | 22 | 13 | 103 | 298 | 238 |
| Boston Bruins      | 80 | 44 | 30 | 6  | 94  | 300 | 251 |
| Buffalo Sabres     | 80 | 37 | 32 | 11 | 85  | 283 | 305 |
| Hartford Whalers   | 80 | 35 | 38 | 7  | 77  | 249 | 267 |
| Quebec Nordiques   | 80 | 32 | 43 | 5  | 69  | 271 | 306 |

| Divisão Patrick     | J  | V  | D  | E  | Pts | GP  | GC  |
| ------------------- | -- | -- | -- | -- | --- | --- | --- |
| New York Islanders  | 80 | 39 | 31 | 10 | 88  | 308 | 267 |
| Philadelphia Flyers | 80 | 38 | 33 | 9  | 85  | 292 | 292 |
| Washington Capitals | 80 | 38 | 33 | 9  | 85  | 281 | 249 |
| New Jersey Devils   | 80 | 38 | 36 | 6  | 82  | 295 | 296 |
| New York Rangers    | 80 | 36 | 34 | 10 | 82  | 300 | 283 |
| Pittsburgh Penguins | 80 | 36 | 35 | 9  | 81  | 319 | 316 |

#### Conferência Clarence Campbell
| Divisão Norris        | J  | V  | D  | E  | Pts | GP  | GC  |
| --------------------- | -- | -- | -- | -- | --- | --- | --- |
| Detroit Red Wings     | 80 | 41 | 28 | 11 | 93  | 322 | 269 |
| St. Louis Blues       | 80 | 34 | 38 | 8  | 76  | 278 | 294 |
| Chicago Blackhawks    | 80 | 30 | 41 | 9  | 69  | 284 | 328 |
| Toronto Maple Leafs   | 80 | 21 | 49 | 10 | 52  | 273 | 345 |
| Minnesota North Stars | 80 | 19 | 48 | 13 | 51  | 242 | 349 |

| Divisão Smythe    | J  | V  | D  | E  | Pts | GP  | GC  |
| ----------------- | -- | -- | -- | -- | --- | --- | --- |
| Calgary Flames    | 80 | 48 | 23 | 9  | 105 | 397 | 305 |
| Edmonton Oilers   | 80 | 44 | 25 | 11 | 99  | 363 | 288 |
| Winnipeg Jets     | 80 | 33 | 36 | 11 | 77  | 292 | 310 |
| Los Angeles Kings | 80 | 30 | 42 | 8  | 68  | 318 | 359 |
| Vancouver Canucks | 80 | 25 | 46 | 9  | 59  | 272 | 320 |

## Playoffs
Nota:Todas as datas em 1988

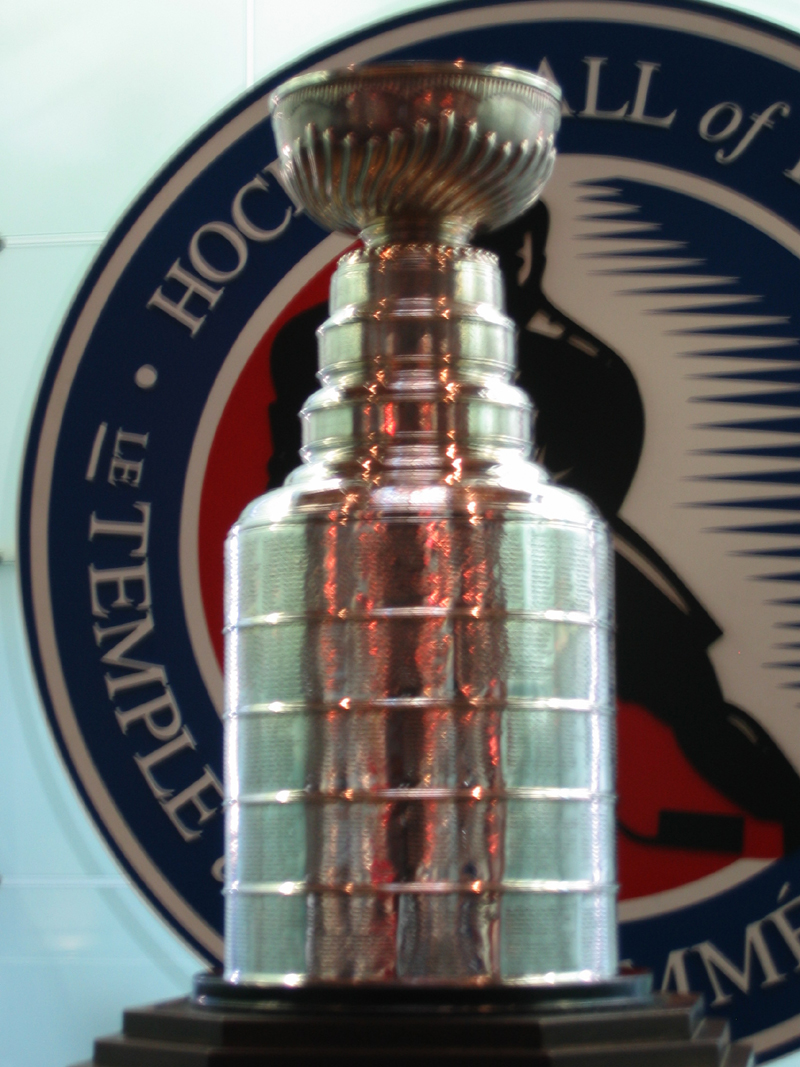
Copa Stanley

Os playoffs começaram em 6 de abril e terminaram em 26 de maio. O vencedor do Troféu dos Presidentes,Calgary Flames, teve vantagem de decidir em casa durante os playoffs graças em parte aos problemas de Edmonton sem Gretzky. O Oilers, que havia ganhado a liga em três das quatro temporadas anteriores, ainda tinha grande chance de repetir o feito com o retorno de Gretzky. O duelo entre o Flames e o Oilers na final da Divisão Smythe foi muito anunciado.
- Apesar do grande desempenho ofensivo de Lemieux, o Penguins não se classificou para os playoffs.
- Cinco dos seis últimos jogos do North Stars foram fora de casa. Minnesota teve desempenho de 1-4-1 naqueles jogos, permitindo que Toronto sobrevivesse entre os 8 classificados.
- Em 18 de março, Québec estava três pontos à frente do Whalers (68–65). O Nordiques não conseguiu vencer nos últimos oito jogos (0–7–1), custando a eles a chance de eliminar Hartford, que teve desempenho de 6–3.
- O New Jersey Devils participou dos playoffs pela primeira vez em sua história, vencendo na prorrogação no Chicago Stadium no último dia da temporada para ultrapassar o New York Rangers pela quarta vaga da Divisão Patrick. Esta foi apenas a segunda vez em que chegou aos playoffs, incluindo seus dias como Colorado.

### Tabela dos Playoffs
|  | Fase preliminar | Fase preliminar     | Fase preliminar   |                   |                    | Quartas-de-final    | Quartas-de-final | Quartas-de-final |  |    | Semifinais        | Semifinais | Semifinais |  |    | Final da Copa Stanley | Final da Copa Stanley | Final da Copa Stanley |
|  |                 |                     |                   |                   |                    |                     |                  |                  |  |    |                   |            |            |  |    |                       |                       |                       |
|  | A1              | Montreal Canadiens  | 4                 |                   |                    |                     |                  |                  |  |    |                   |            |            |  |    |                       |                       |                       |
|  | A4              | Hartford Whalers    | 2                 |                   |                    |                     |                  |                  |  |    |                   |            |            |  |    |                       |                       |                       |
|  | A4              | Hartford Whalers    | 2                 |                   | A1                 | Montreal Canadiens  | 1                |                  |  |    |                   |            |            |  |    |                       |                       |                       |
|  |                 |                     |                   |                   | A1                 | Montreal Canadiens  | 1                |                  |  |    |                   |            |            |  |    |                       |                       |                       |
|  |                 |                     | A2                | Boston Bruins     | 4                  |                     |                  |                  |  |    |                   |            |            |  |    |                       |                       |                       |
|  | A2              | Boston Bruins       | A2                | Boston Bruins     | 4                  | 4                   |                  |                  |  |    |                   |            |            |  |    |                       |                       |                       |
|  | A2              | Boston Bruins       |                   |                   |                    | 4                   |                  |                  |  |    |                   |            |            |  |    |                       |                       |                       |
|  | A3              | Buffalo Sabres      | 2                 |                   |                    |                     |                  |                  |  |    |                   |            |            |  |    |                       |                       |                       |
|  | A3              | Buffalo Sabres      | 2                 |                   |                    |                     |                  |                  |  | A2 | Boston Bruins     | 4          |            |  |    |                       |                       |                       |
|  |                 |                     |                   |                   |                    |                     |                  |                  |  | A2 | Boston Bruins     | 4          |            |  |    |                       |                       |                       |
|  |                 | P4                  | New Jersey Devils | 3                 |                    |                     |                  |                  |  |    |                   |            |            |  |    |                       |                       |                       |
|  | P1              | P4                  | New Jersey Devils | 3                 | New York Islanders | 2                   |                  |                  |  |    |                   |            |            |  |    |                       |                       |                       |
|  | P1              |                     |                   |                   | New York Islanders | 2                   |                  |                  |  |    |                   |            |            |  |    |                       |                       |                       |
|  | P4              | New Jersey Devils   | 4                 |                   |                    |                     |                  |                  |  |    |                   |            |            |  |    |                       |                       |                       |
|  | P4              | New Jersey Devils   | 4                 |                   | P2                 | Washington Capitals | 3                |                  |  |    |                   |            |            |  |    |                       |                       |                       |
|  |                 |                     |                   |                   | P2                 | Washington Capitals | 3                |                  |  |    |                   |            |            |  |    |                       |                       |                       |
|  |                 |                     | P4                | New Jersey Devils | 4                  |                     |                  |                  |  |    |                   |            |            |  |    |                       |                       |                       |
|  | P2              | Washington Capitals | P4                | New Jersey Devils | 4                  | 4                   |                  |                  |  |    |                   |            |            |  |    |                       |                       |                       |
|  | P2              | Washington Capitals |                   |                   |                    | 4                   |                  |                  |  |    |                   |            |            |  |    |                       |                       |                       |
|  | P3              | Philadelphia Flyers | 3                 |                   |                    |                     |                  |                  |  |    |                   |            |            |  |    |                       |                       |                       |
|  | P3              | Philadelphia Flyers | 3                 |                   |                    |                     |                  |                  |  |    |                   |            |            |  | A2 | Boston Bruins         | 0                     |                       |
|  |                 |                     |                   |                   |                    |                     |                  |                  |  |    |                   |            |            |  | A2 | Boston Bruins         | 0                     |                       |
|  |                 | S2                  | Edmonton Oilers   | 4                 |                    |                     |                  |                  |  |    |                   |            |            |  |    |                       |                       |                       |
|  | N1              | S2                  | Edmonton Oilers   | 4                 | Detroit Red Wings  | 4                   |                  |                  |  |    |                   |            |            |  |    |                       |                       |                       |
|  | N1              |                     |                   |                   | Detroit Red Wings  | 4                   |                  |                  |  |    |                   |            |            |  |    |                       |                       |                       |
|  | N4              | Toronto Maple Leafs | 2                 |                   |                    |                     |                  |                  |  |    |                   |            |            |  |    |                       |                       |                       |
|  | N4              | Toronto Maple Leafs | 2                 |                   | N1                 | Detroit Red Wings   | 4                |                  |  |    |                   |            |            |  |    |                       |                       |                       |
|  |                 |                     |                   |                   | N1                 | Detroit Red Wings   | 4                |                  |  |    |                   |            |            |  |    |                       |                       |                       |
|  |                 |                     | N2                | St. Louis Blues   | 1                  |                     |                  |                  |  |    |                   |            |            |  |    |                       |                       |                       |
|  | N2              | St. Louis Blues     | N2                | St. Louis Blues   | 1                  | 4                   |                  |                  |  |    |                   |            |            |  |    |                       |                       |                       |
|  | N2              | St. Louis Blues     |                   |                   |                    | 4                   |                  |                  |  |    |                   |            |            |  |    |                       |                       |                       |
|  | N3              | Chicago Blackhawks  | 1                 |                   |                    |                     |                  |                  |  |    |                   |            |            |  |    |                       |                       |                       |
|  | N3              | Chicago Blackhawks  | 1                 |                   |                    |                     |                  |                  |  | N1 | Detroit Red Wings | 1          |            |  |    |                       |                       |                       |
|  |                 |                     |                   |                   |                    |                     |                  |                  |  | N1 | Detroit Red Wings | 1          |            |  |    |                       |                       |                       |
|  |                 | S2                  | Edmonton Oilers   | 4                 |                    |                     |                  |                  |  |    |                   |            |            |  |    |                       |                       |                       |
|  | S1              | S2                  | Edmonton Oilers   | 4                 | Calgary Flames     | 4                   |                  |                  |  |    |                   |            |            |  |    |                       |                       |                       |
|  | S1              |                     |                   |                   | Calgary Flames     | 4                   |                  |                  |  |    |                   |            |            |  |    |                       |                       |                       |
|  | S4              | Los Angeles Kings   | 1                 |                   |                    |                     |                  |                  |  |    |                   |            |            |  |    |                       |                       |                       |
|  | S4              | Los Angeles Kings   | 1                 |                   | S1                 | Calgary Flames      | 0                |                  |  |    |                   |            |            |  |    |                       |                       |                       |
|  |                 |                     |                   |                   | S1                 | Calgary Flames      | 0                |                  |  |    |                   |            |            |  |    |                       |                       |                       |
|  |                 |                     | S2                | Edmonton Oilers   | 4                  |                     |                  |                  |  |    |                   |            |            |  |    |                       |                       |                       |
|  | S2              | Edmonton Oilers     | S2                | Edmonton Oilers   | 4                  | 4                   |                  |                  |  |    |                   |            |            |  |    |                       |                       |                       |
|  | S2              | Edmonton Oilers     |                   |                   |                    | 4                   |                  |                  |  |    |                   |            |            |  |    |                       |                       |                       |
|  | S3              | Winnipeg Jets       | 1                 |                   |                    |                     |                  |                  |  |    |                   |            |            |  |    |                       |                       |                       |

### Final
A série colocou de um lado o forte poderio ofensivo do Oilers contra o mais equilibrado time do Bruins. O Oilers mostrou sua evolução defensiva, levando apenas 9 gols nos quatro jogos. O Jogo 4 é bem conhecido pela neblina que interferiu no jogo e por uma falta de energia que provocou seu cancelamento antes de um faceoff. Isto permitiria ao Oilers vencer a Copa em casa no Northlands Coliseum e completar a varrida em um Jogo 4 em casa.
Ray Bourque foi muito físico em atuando na defesa contra Gretzky, mas aquilo não o impediria de manter seu caminho para ganhar seu segundo Troféu Conn Smythe e de estabelecer recordes dos playoffs, com 31 assistências em apenas 18 jogos, e 13 pontos na série final. 
Boston Bruins vs. Edmonton Oilers
| Data       | Visitante | Placar | Mandante | Placar | Notas                                                             |
| ---------- | --------- | ------ | -------- | ------ | ----------------------------------------------------------------- |
| 18 de maio | Boston    | 1      | Edmonton | 2      |                                                                   |
| 20 de maio | Boston    | 2      | Edmonton | 4      |                                                                   |
| 22 de maio | Edmonton  | 6      | Boston   | 3      |                                                                   |
| 24 de maio | Edmonton  | 3      | Boston   | 3      | Jogo cancelado aos 16:37 do segundo período por falta de energia. |
| 26 de maio | Boston    | 3      | Edmonton | 6      |                                                                   |

Edmonton venceu a série por 4–0

## Prêmios da NHL
| Prêmios de 1987-88 da NHL       | Prêmios de 1987-88 da NHL                     |
| ------------------------------- | --------------------------------------------- |
| Troféu dos Presidentes:         | Calgary Flames                                |
| Troféu Príncipe de Gales:       | Boston Bruins                                 |
| Taça Clarence S. Campbell:      | Edmonton Oilers                               |
| Troféu Art Ross:                | Mario Lemieux, Pittsburgh Penguins            |
| Troféu Memorial Bill Masterton: | Bob Bourne, Los Angeles Kings                 |
| Troféu Memorial Calder:         | Joe Nieuwendyk, Calgary Flames                |
| Troféu Conn Smythe:             | Wayne Gretzky, Edmonton Oilers                |
| Troféu Frank J. Selke:          | Guy Carbonneau, Montreal Canadiens            |
| Troféu Memorial Hart:           | Mario Lemieux, Pittsburgh Penguins            |
| Prêmio Jack Adams:              | Jacques Demers, Detroit Red Wings             |
| Troféu Memorial James Norris:   | Ray Bourque, Boston Bruins                    |
| Troféu Memorial King Clancy:    | Lanny McDonald, Calgary Flames                |
| Troféu Memorial Lady Byng:      | Mats Naslund, Montreal Canadiens              |
| Prêmio Lester B. Pearson:       | Mario Lemieux, Pittsburgh Penguins            |
| Prêmio Mais/Menos da NHL:       | Brad McCrimmon, Calgary Flames,               |
| Troféu William M. Jennings:     | Patrick Roy/Brian Hayward, Montreal Canadiens |
| Troféu Vezina:                  | Grant Fuhr, Edmonton Oilers                   |
| Troféu Lester Patrick:          | Keith Allen, Fred Cusick, Bob Johnson         |

### Seleções da liga
| Primeiro Time                      | Posição | Segundo Time                    |
| ---------------------------------- | ------- | ------------------------------- |
| Grant Fuhr, Edmonton Oilers        | G       | Patrick Roy, Montreal Canadiens |
| Ray Bourque, Boston Bruins         | D       | Gary Suter, Calgary Flames      |
| Scott Stevens, Washington Capitals | D       | Brad McCrimmon, Calgary Flames  |
| Mario Lemieux, Pittsburgh Penguins | C       | Wayne Gretzky, Edmonton Oilers  |
| Hakan Loob, Calgary Flames         | PD      | Cam Neely, Boston Bruins        |
| Luc Robitaille, Los Angeles Kings  | PE      | Michel Goulet, Quebec Nordiques |

### Artilheiros[1]
J = Partidas jogadas, G = Gols, A = Assistências, Pts = Pontos, PEM = Penalizações em minutos, PPG = Gols em power play, SHG = Gols com jogador a menos, GHG = Gol da vitória no jogo
| Jogador        | Time                | J  | G  | A   | Pts | PEM | +/- | PPG | SHG | GHG |
| -------------- | ------------------- | -- | -- | --- | --- | --- | --- | --- | --- | --- |
| Mario Lemieux  | Pittsburgh Penguins | 77 | 70 | 98  | 168 | 92  | +23 | 22  | 10  | 7   |
| Wayne Gretzky  | Edmonton Oilers     | 64 | 40 | 109 | 149 | 24  | +39 | 9   | 5   | 3   |
| Denis Savard   | Chicago Blackhawks  | 80 | 44 | 87  | 131 | 95  | +4  | 14  | 7   | 6   |
| Dale Hawerchuk | Winnipeg Jets       | 80 | 44 | 77  | 121 | 59  | -9  | 20  | 3   | 4   |
| Luc Robitaille | Los Angeles Kings   | 80 | 53 | 58  | 111 | 82  | -9  | 17  | 0   | 6   |
| Peter Stastny  | Quebec Nordiques    | 76 | 46 | 65  | 111 | 69  | +2  | 20  | 0   | 2   |
| Mark Messier   | Edmonton Oilers     | 77 | 37 | 74  | 111 | 103 | +21 | 12  | 3   | 7   |
| Jimmy Carson   | Los Angeles Kings   | 80 | 55 | 52  | 107 | 45  | -19 | 22  | 0   | 7   |
| Hakan Loob     | Calgary Flames      | 80 | 50 | 56  | 106 | 47  | +41 | 9   | 8   | 4   |
| Michel Goulet  | Quebec Nordiques    | 80 | 48 | 58  | 106 | 56  | -31 | 29  | 1   | 4   |

### Melhores Goleiros
Mínimo de 2000 min. J = Partidas jogadas, MJ=Minutos jogados, GC = Gols contra, TG = Tiros ao gol, MGC = Média de gols contra, V = Vitórias, D = Derrotas, E = Empates, SO = Shutouts, Def% = Porcentagem de defesas
| Jogador            | Time                | J  | MJ   | V  | D  | E | SO | MGC  | Def% |
| ------------------ | ------------------- | -- | ---- | -- | -- | - | -- | ---- | ---- |
| Grant Fuhr         | Edmonton Oilers     | 75 | 4304 | 40 | 24 | 9 | 4  | 3.43 | 88.1 |
| Mike Vernon        | Calgary Flames      | 64 | 3565 | 39 | 16 | 7 | 1  | 3.53 | 87.7 |
| Ron Hextall        | Philadelphia Flyers | 62 | 3561 | 30 | 22 | 7 | 0  | 3.5  | 88.6 |
| Mike Liut          | Hartford Whalers    | 60 | 3532 | 25 | 28 | 5 | 2  | 3.18 | 88.5 |
| John Vanbiesbrouck | New York Rangers    | 56 | 3319 | 27 | 22 | 7 | 2  | 3.38 | 89.0 |
| Daniel Berthiaume  | Winnipeg Jets       | 56 | 3010 | 22 | 19 | 7 | 2  | 3.51 | 88.2 |
| Ken Wregget        | Toronto Maple Leafs | 56 | 3000 | 12 | 35 | 4 | 2  | 4.44 | 87.0 |
| Tom Barrasso       | Buffalo Sabres      | 54 | 3133 | 25 | 18 | 8 | 2  | 3.31 | 89.6 |
| Mario Gosselin     | Quebec Nordiques    | 54 | 3002 | 20 | 28 | 4 | 2  | 3.78 | 86.7 |
| Clint Malarchuk    | Washington Capitals | 54 | 2926 | 24 | 20 | 4 | 4  | 3.16 | 88.5 |

## Estreias
Esta é uma lista de jogadores importantes que jogaram seu primeiro jogo na NHL em 1987-88 (listados com seu primeiro time, asterisco marca estreia nos playoffs):
- Tommy Albelin, Quebec Nordiques
- Rob Brown, Pittsburgh Penguins
- Sean Burke, New Jersey Devils
- Adam Graves, Detoit Red Wings
- Craig Janney, Boston Bruins
- Calle Johansson, Buffalo Sabres
- Brian Leetch, New York Rangers
- Jeff Norton, New York Islanders
- Luke Richardson, Toronto Maple Leafs
- Mathieu Schneider, Montreal Canadiens
- Brendan Shanahan, New Jersey Devils
- Ray Sheppard, Buffalo Sabres
- Kevin Stevens, Pittsburgh Penguins
- Ron Tugnutt, Quebec Nordiques
- Pierre Turgeon, Buffalo Sabres
- Glen Wesley, Boston Bruins
- Scott Young, Hartford Whalers

## Últimos jogos
Esta é uma lista de jogadores importantes que jogaram seu último jogo na NHL em 1987-88 (listados com seu último time):
- Bob Bourne, Los Angeles Kings
- Richard Brodeur, Hartford Whalers
- Clark Gillies, Buffalo Sabres
- Doug Jarvis, Hartford Whalers
- Pierre Larouche, New York Rangers
- Dave Lewis, Detroit Red Wings
- Gilles Meloche, Pittsburgh Penguins
- Rick Middleton, Boston Bruins
- Wilf Paiement, Pittsburgh Penguins
- Steve Payne, Minnesota North Stars
- Denis Potvin, New York Islanders
- Doug Risebrough, Calgary Flames
- Dave Semenko, Toronto Maple Leafs
- Charlie Simmer, Pittsburgh Penguins
- Brian Sutter, St. Louis Blues
- Perry Turnbull, St. Louis Blues
- Tiger Williams, Hartford Whalers

## Data limite para negociações
Data limite: 8 de março de 1988.
- 8 de março de 1988: Charlie Bourgeois e a terceira escolha de Hartford no Draft de 1989 trocados de St. Louis para Hartford pela segunda escolha de Hartford no Draft de 1989
- 8 de março de 198: Geoff Courtnall, Bill Ranford e considerações futuras negociados de Boston para Edmonton por Andy Moog.
- 8 de março de 198: Brian Curran negociado de NY Islanders para Toronto pela sexta escolha de Toronto no Draft de 1988.
- 8 de março de 198: Moe Lemay negociado de Edmonton para Boston por Alan May.
- 8 de março de 198: Jim Pavese negociado de NY Rangers para Detroit por considerações futuras.
- 8 de março de 198: Gordie Roberts negociado de Philadelphia para St. Louis por considerações futuras.
- 8 de março de 198: Steve Tsujuira negociado de New Jersey para Boston pela 10ª escolha de Boston no Draft de 1988 (Alexander Semak).
- 8 de março de 198: Steve Weeks negociado de Hartford para Vancouver por Richard Brodeur.